# Indice de l’économie et de la société numérique
 (avril 2023).
La mise en forme du texte ne suit pas les recommandations de Wikipédia : il faut le « wikifier ».
Les points d'amélioration suivants sont les cas les plus fréquents :
- Les titres sont pré-formatés par le logiciel. Ils ne sont ni en capitales, ni en gras.
- Le texte ne doit pas être écrit en capitales (les noms de famille non plus), ni en gras, ni en italique, ni en « petit »…
- Le gras n'est utilisé que pour surligner le titre de l'article dans l'introduction, une seule fois.
- L'italique est rarement utilisé : mots en langue étrangère, titres d'œuvres, noms de bateaux, etc.
- Les citations ne sont pas en italique mais en corps de texte normal. Elles sont entourées par des guillemets français : « et ».
- Les listes à puces sont à éviter, des paragraphes rédigés étant largement préférés. Les tableaux sont à réserver à la présentation de données structurées (résultats, etc.).
- Les appels de note de bas de page (petits chiffres en exposant, introduits par l'outil «  Source ») sont à placer entre la fin de phrase et le point final[comme ça].
- Les liens internes (vers d'autres articles de Wikipédia) sont à choisir avec parcimonie. Créez des liens vers des articles approfondissant le sujet. Les termes génériques sans rapport avec le sujet sont à éviter, ainsi que les répétitions de liens vers un même terme.
- Les liens externes sont à placer uniquement dans une section « Liens externes », à la fin de l'article. Ces liens sont à choisir avec parcimonie suivant les règles définies. Si un lien sert de source à l'article, son insertion dans le texte est à faire par les notes de bas de page.
- La présentation des références doit suivre les conventions bibliographiques. Il est recommandé d'utiliser les modèles {{Ouvrage}}, {{Chapitre}}, {{Article}}, {{Lien web}} et/ou {{Bibliographie}}. Le mode d'édition visuel peut mettre en forme automatiquement les références.
- Insérer une infobox (cadre d'informations à droite) n'est pas obligatoire pour parachever la mise en page.

Pour une aide détaillée, merci de consulter Aide:Wikification.
Si vous pensez que ces points ont été résolus, vous pouvez retirer ce bandeau et améliorer la mise en forme d'un autre article.
L’indice de l’économie et de la société numérique est un outil développé par l’Union Européenne afin d’évaluer l’intégration numérique des territoires européens. Mis en place en 2014, il produit chaque année des données permettant de comparer la performance numérique des 27 États membres et d’étudier les évolutions en termes sociaux et infrastructurels. Cet outil constitue un indicateur pour la mise en place de politiques locales en faveur du développement numérique par l’Union Européenne.  

## Fonctionnement de l’indice
L’indice de l’économie et de la société numérique est obtenu par le croisement des indicateurs suivants : 
- La connectivité. Il s’agit de la qualité et de l’accès à un réseau internet, de la rapidité des flux, de la qualité de l’offre pour l’utilisateur et de la qualité du haut débit

- Le capital humain. Il comprend le nombre de personnes mobilisées dans le but d’accompagner la prise en main des outils numériques, la connaissance du numérique par ses utilisateurs, la proportion de la population nationale maîtrisant les compétences numériques de base et la proportion de la population maitrisant des connaissances plus poussées (y compris les spécialistes, les ingénieurs, les mathématiciens).
- L’utilisation d’internet par les citoyens. Ce critère se compose du contenu proposé en qualité comme en quantité, du nombre de transactions qui passent par internet et du type de communications effectuées par les connexions internet.
- Le degré de numérisation des entreprises. Mesuré à partir des outils numériques adoptés par les entreprises, leur intégration dans les stratégies globales et l’exploitation de la production de entreprises sur internet (pourcentage de PME effectuant de la vente en ligne au sein de l’UE, prise en compte du chiffre d’affaires obtenu par le commerce en ligne).
- Les services publics. Il s’agit d’établir une comparaison entre la numérisation des services publics aux moyens de la part d’e-gouvernement et de l’accès à la e-santé.

Le résultat obtenu par pays varie entre 0 et 1, 0 étant la pire performance et 1 la meilleure pour un pays donné. Cet outil permet d’obtenir un résultat global et un résultat par catégorie. 

## Classement européen
Le Danemark (0,68) et les pays scandinaves, ainsi que la Belgique, les Pays-Bas et l’Estonie (0,59) sont à la tête du classement avec un résultat compris entre 0,57 et 0,68. La France (0,51), l’Allemagne, l’Espagne, le Portugal, la République tchèque, la Hongrie, la Bulgarie, la Lituanie et la Lettonie ont une moyenne comprise entre 0,46 et 0,57, les autres pays sont entre 0 et 0,46, l’Italie accuse un retard important (0,4). 

## Tendances européennes

### Une augmentation de la part du numérique liée au Covid-19
Les résultats du DESI 2020 ont montré une nette augmentation de l’accompagnement numérique durant la crise du Covid-19. Elle se traduit notamment par l’essor du télétravail, des téléconsultations médicales, des cours en ligne ou encore par la numérisation des procédures administratives. Cette augmentation touche autant les citoyens de l’UE que les entreprises. La crise a également accéléré le recours au commerce en ligne. Cette tendance ne touche pas tous les citoyens de la même manière. Ainsi, les «cols blancs» ont davantage eu recours au télétravail que les «cols bleus», dont le travail se fait sur le terrain. Au sein de l’Union, entre 33 et 44 % des emplois sont éligibles au télétravail. Des différences sont enregistrées entre les PME et les grandes entreprises, mesurées notamment par la souscription à un Cloud: 40 % des PME y avaient souscrit en 2020, contre 72 % des grandes entreprises.  

## Sources et références
1. 1 2  Rédaction Toute l'Europe, « Numérique : le classement des pays européens », sur Touteleurope.eu, 30 mars 2016 (consulté le 21 avril 2023)
2. ↑  « The future of work after COVID-19 | McKinsey », sur www.mckinsey.com (consulté le 21 avril 2023)
3. ↑  JRC, « Teleworkability and the COVID-19 crisis-a new digital divide? », JRC Working Papers, Series on Labour, Education and Technology,‎ mai 2020 (lire en ligne)